# Université de technologie de Papouasie-Nouvelle-Guinée
L'université de technologie de Papouasie-Nouvelle-Guinée (en anglais : Papua New Guinea University of Technology ou Unitech) est une université publique située à Lae, en Papouasie-Nouvelle-Guinée.

## Source
- (en) Cet article est partiellement ou en totalité issu de l’article de Wikipédia en anglais intitulé « Papua New Guinea University of Technology » (voir la liste des auteurs).